# برنارد جاي د. إروين
برنارد جاي د. إروين (بالإنجليزية: Bernard J. D. Irwin)‏ هو جراح أمريكي، ولد في 24 يونيو 1830 في مقاطعة روسكومون في جمهورية أيرلندا، وتوفي في 15 ديسمبر 1917 في كوبورغ في كندا.